# Windows Live Home
Windows Live Home（ウィンドウズ ライブ ホーム）とは、カスタマイズできないポータルサイトであり、マイクロソフトの Windows Liveサービスの1つである。
- カスタマイズできるポータルサイトは、Live.com。

## 機能
Windows Live Home には、次の様な機能がある。
- 天気

現在の所在地と気温の表示方法を設定できる。初期設定では、東京都港区。
- 日付の表示

今日の日付が表示される。
- Hotmail

受信トレイ（最近受信した3件が2行で表示）、メッセンジャー、アドレス帳が利用できる。
- Spaces

更新されたスペースと自分のスペース（最近のコメント3件）が表示される。
- その他のサービス

OneCare、Gallery、Favorites、Maps、MSN へのリンクが表示される。

## 他のWindows Liveサービスとの連携
- すべての機能を利用するには、Microsoft アカウントにサインインする必要である。

## 問題点
- 天気

天気予報ではないことに注意すべきである。また、Windows Vista のサイドバーとは異なる表示をすることがある。
- Microsoft アカウントにサインインしていないと完全な機能を使用できない。